# Silfrugjá
La Silfrugjá ou Silfra est une faille normale d'Islande située sur le site de Þingvellir, dans le parc national du même nom.

## Géologie
La Silfrugjá est une faille normale avec un rejet peu marqué comparé à l'extension des deux compartiments rocheux. Longue de quelques dizaines de mètres, elle est orientée sud-sud-ouest-nord-nord-est. Elle se trouve à l'extrémité nord du Þingvallavatn, à l'est de l'embouchure de l'Öxará, dans le fond du graben de Þingvellir, en contrebas de l'Almannagjá, la faille la plus connue du parc national de Þingvellir. La Silfrugjá est une toute petite composante de la dorsale médio-atlantique émergée en Islande sous la forme d'un rift.

## Tourisme

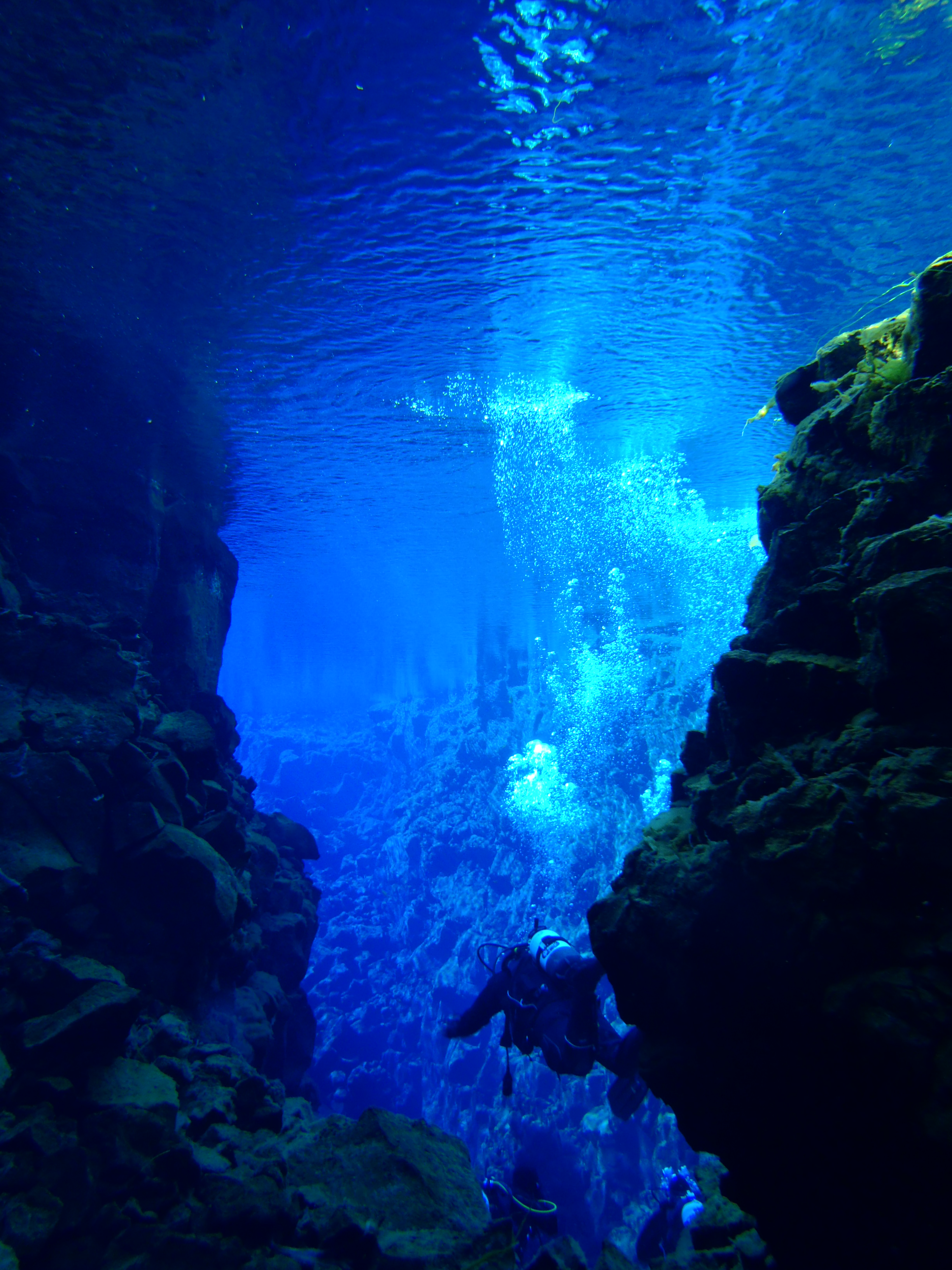
Plongeur dans la Silfrugjá.

La limpidité des eaux qui noient la faille ainsi que le fait que les plongeurs aient la possibilité de nager littéralement entre deux continents en fait un site réputé de plongée.
La Silfrugjá peut être divisée en trois sections de plongée: la salle de Silfra, la cathédrale de Silfra et le lagon de Silfra.
La section la plus impressionnante est la cathédrale de Silfra, une fissure de 100 mètres de long dans laquelle les plongeurs peuvent presque voir de bout en bout. La faille atteint une profondeur maximale de 63 mètres.
La clarté de l'eau s'explique par sa température, entre 2 et 4 °C, et le fait que l'eau est filtrée au travers de roches volcaniques lors de son écoulement depuis le glacier Langjökull.